# Evoxymetopon

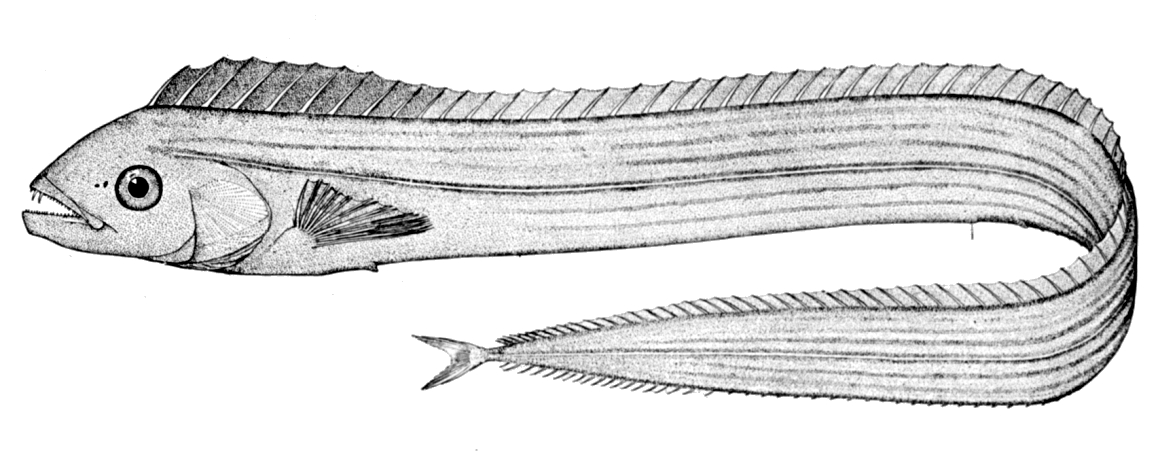
Evoxymetopon taeniatus

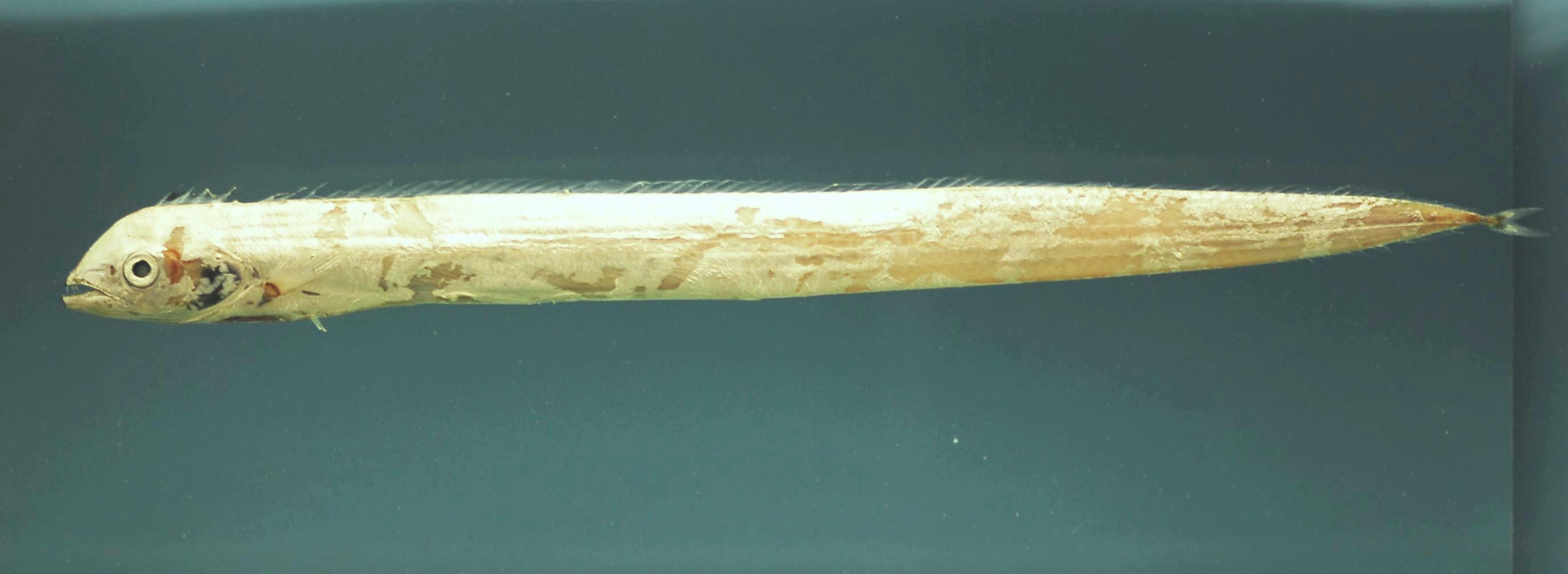
Evoxymetopon taeniatus

Evoxymetopon és un gènere de peixos pertanyent a la família dels triquiúrids.

## Taxonomia
- Evoxymetopon macrophthalmus (Chakraborty, Yoshino & Iwatsuki, 2006)[2]
- Evoxymetopon poeyi (Günther, 1887)[3]
- Evoxymetopon taeniatus (Gill, 1863)[4][5][6][7][8][9][10]